# Melloleitaoina
Melloleitaoina is een geslacht van spinnen uit de familie vogelspinnen (Theraphosidae).

## Soorten
De volgende soorten zijn bij het geslacht ingedeeld:
- Melloleitaoina crassifemur Gerschman & Schiapelli, 1960